# Teluk Piai
Teluk Piai is een bestuurslaag in het regentschap Labuhan Batu Utara van de provincie Noord-Sumatra, Indonesië. Teluk Piai telt 3575 inwoners (volkstelling 2010).